# Едукацијско-рехабилитацијски факултет Универзитета у Тузли
Едукацијско–рехабилитацијски факултет Универзитета у Тузли образује стручњаке за рад са особама са посебним потребама, развојним проблемима, проблемима у комуникацији, проблемима у социјалној интеграцији, односно у областима за логопедију, аудиологију, специјалну едукацију и рехабилитацију и поремећаје у понашању. Факултет се до 2004. године звао Дефектолошки факултет.

## Студијски програм
Едукацијско–рехабилитацијски факултет Универзитета у Тузли садржи основне, мастер и докторске академске студије по принципу 4+1+3 по Болоњском процесу. На првом нивоу студија садрже смерове Логопедија и аудиологија, Специјална едукација и рехабилитација и Поремећаји у понашању, на другом нивоу студија смерове Логопедија, Аудиологија, Специјална едукација и рехабилитација и Социјална педагогија и на трећем нивоу студија смер Специјална едукација и рехабилитација.

## Наставне базе
Наставне базе поред факултета су Универзитетски клинички центар Тузла – Клинике за психијатрију, физикалну медицину и рехабилитацију и ОРЛ, као и кабинет за ортоптику и плеоптику, Дом здравља „др Мустава Шеховић” Тузла – центар за рани раст и развој и поликлинике за патологију слуха, гласа и говора и физикалну медицину и одељење за очне болести, Казненопоправни затвор полуотвореног типа Тузла, Министарство унутрашњих послова Тузланског кантона и разна удружења за људе са сметњама у развоју.